# 贝泽罗斯
贝泽罗斯是巴西伯南布哥州的一个市镇。总面积492.56平方公里，总人口58354人，人口密度118.5人/平方公里。